# Path of Exile
Path of Exile – niezależna gra komputerowa z gatunku fabularnych gier akcji osadzona w świecie dark fantasy. Stworzona i rozwijana przez studio Grinding Gear Games z Nowej Zelandii, dostępna w formie free-to-play z opcjami mikropłatności. W styczniu 2013 roku rozpoczęły się jej otwarte beta testy, a oficjalna premiera nastąpiła 23 października tego samego roku. Na początku stycznia 2014 roku liczba kont zarejestrowanych graczy przekroczyła 3,7 miliona.

## Rozgrywka
Akcja gry rozpoczyna się w momencie, gdy gracz wciela się w jednego z siedmiu dostępnych bohaterów. Różnią się oni od siebie głównymi atrybutami i są to: marauder (siła), ranger (zręczność), witch (inteligencja), duelist (siła / zręczność), templar (siła / inteligencja), shadow (zręczność / inteligencja) i scion (siła / zręczność / inteligencja). Każdy z nich jest wygnańcem, który został zesłany na nieprzyjazny kontynent Wraeclast. Gracz walczy z przeciwnikami, rozmawia z bohaterami niezależnymi wykonując dla nich zadania, zdobywa doświadczenie, dzięki któremu awansuje i rozwija swoją postać. Wszystkie instancje generowane są losowo, aby urozmaicić kilkukrotne przechodzenie gry. Losowo generowane są także przedmioty, dzielące się na kilka rodzajów: normalne (białe), magiczne (niebieskie), rzadkie (złote) oraz unikalne (pomarańczowe). Gracz ma duży zakres swobody w rozwoju postaci za sprawą rozbudowanego drzewka umiejętności. W grze brak typowej waluty (np. złota). Handel ma charakter wymienny i stosuje się w nim przede wszystkim tzw. kule (orbs), które oprócz wartości umownej mają konkretne zastosowanie w grze – ulepszanie przedmiotów. Ligi (Hardcore, Ironman, Cut-throat, Attrition) odzwierciedlają model rodzaju rozgrywki. Gracze mają możliwość samotniej rozgrywki lub w trybie kooperacji oraz mogą brać udział w potyczkach PvP.
Jednym z elementów rozgrywki Path of Exile są tzw. ligi, czyli odrębne instancje gry o różnych zasadach i czasie trwania. W grze dostępne są cztery ligi: „standard”, „standard solo-self-found”, „hardcore” i „hardcore solo-self-found”. Główną różnicą między nimi jest fakt, że w lidze standardowej można zginąć bez utraty postaci, natomiast w przypadku trybu „hardcore” śmierć jest permanentna. Gracze w ligach typu „solo-self-found” nie mogą łączyć się w grupy i handlować między sobą.
Oprócz lig stałych istnieją też ligi tymczasowe, pojawiające się w określonym przez twórców czasie.

## Tworzenie i rozwój gry
30 marca 2012 odbyły się otwarte weekendowe testy gry dla wszystkich zainteresowanych. 11 kwietnia 2012 ogłoszono, że dzięki wsparciu społeczności uzbierano w niespełna kilka dni 200 tysięcy dolarów, które mają być przeznaczone na rozwój projektu. Dotacje wpłynęły za zakup pakietu „Support Pack” przed zakończeniem zamkniętych testów beta. 23 stycznia 2013 roku rozpoczęły się otwarte testy beta. Grę zaktualizowano o nową zawartość, m.in. akt trzeci.
Do Path of Exile wydano dotychczas dziesięć dodatków. Pierwszym rozszerzeniem było Sacrifice of the Vaal wydane 5 marca 2014. Następnie udostępniono dodatki Forsaken Masters oraz The Awakening. Kolejne, czwarte rozszerzenie ukazało się w marcu 2016 i nosi tytuł The Ascendancy. Wzbogaca ono grę o lokację pełną pułapek – The Lord's Labyrinth. Atlas of Worlds jest piątym rozszerzeniem Path of Exile został oficjalnie ogłoszony przez Grinding Gear Games 12 sierpnia 2016 r. i został wydany 2 września 2016 r. Szóstym dodatkiem do gry jest The Fall of Oriath, ogłoszony 15 lutego 2017 r. i wydany 4 sierpnia 2017 r. Dodatek wprowadził do gry, sześć nowych aktów, kontynuację linii fabularnej, system Pantheon oraz wiele nowych unikalnych przedmiotów i umiejętności. Siódmym dodatkiem do gry był The Betrayal, dodatek ogłoszony 13 listopada 2018 r. i wydany 7 grudnia 2018 r. W znacznym stopniu zmienił i uprościł on system tzw. "Master Craftingu". Kolejnym, ósmym z kolei dodatkiem jest zapowiedziany 16 listopada 2019 r. oraz wydany 13 grudnia 2019 r. The Conquerors of Atlas, wprowadzający nową linię fabularną rozgrywki po zakończeniu głównego wątku, m.in. poprzez wprowadzenie 5 nowych bossów oraz zmianę progresu przez Atlas.  Dziewiąty natomiast, o nazwie Heist, pojawił się 18 września 2020.  Najnowszym aktualnie dodatkiem jest Echoes of the Atlas wydany 15 stycznia 2021 r., który dodaje 11 nowych map.